# Liedertswil
Liedertswil ist eine politische Gemeinde im Bezirk Waldenburg des Kantons Basel-Landschaft in der Schweiz.
Im lokalen Sprachgebrauch hat sich der Name Tschoppehof für Liedertswil bis heute halten können. Er geht angeblich auf Durs Tschopp zurück, der den Hof 1530 im Besitz hatte.

## Geographie
Die Gemeinde Liedertswil ist mit 154 Einwohnern und einer Fläche von 1,94 km² die kleinste Gemeinde des Bezirks und nach Kilchberg BL die kleinste des ganzen Kantons. Das Dorf liegt am Ufer des Weigistbachs, der in Oberdorf in die Vordere Frenke mündet.
Die Gemeinde Liedertswil grenzt im Norden an Titterten, im Osten an Oberdorf, im Süden an Waldenburg und im Westen an Reigoldswil.
Im Jahr 2015 gab die Archäologie Baselland bekannt, dass auf dem Gemeindegebiet von Liedertswil, im Bereich Mörlifluh, Reste einer frühen Burganlage aus dem Mittelalter gefunden wurden. Die Fundstelle liegt auf 890 Metern Höhe und ist damit die höchste Burg im Baselbiet.

## Geschichte
Die erste urkundliche Erwähnung von Liedertswil erfolgte 1194 als Liedirwilre.

### Wappen
Das seit 1940 bestehende Gemeindewappen zeigt drei Baselbieter Dreisässenhäuser (Wohnhaus, Scheune, Stall) übereinander, mit blauen Dächern auf goldenem Grund.
Die Farben erinnern an die ehemalige Zugehörigkeit zur frohburgischen Herrschaft Waldenburg, die Häuser erinnern an die alten Einzelhöfe, aus denen Liedertswil hervorgegangen ist, von oben nach unten »Niederhof«, »Mittelhof« und »Hinterhof«.

## Sehenswürdigkeiten

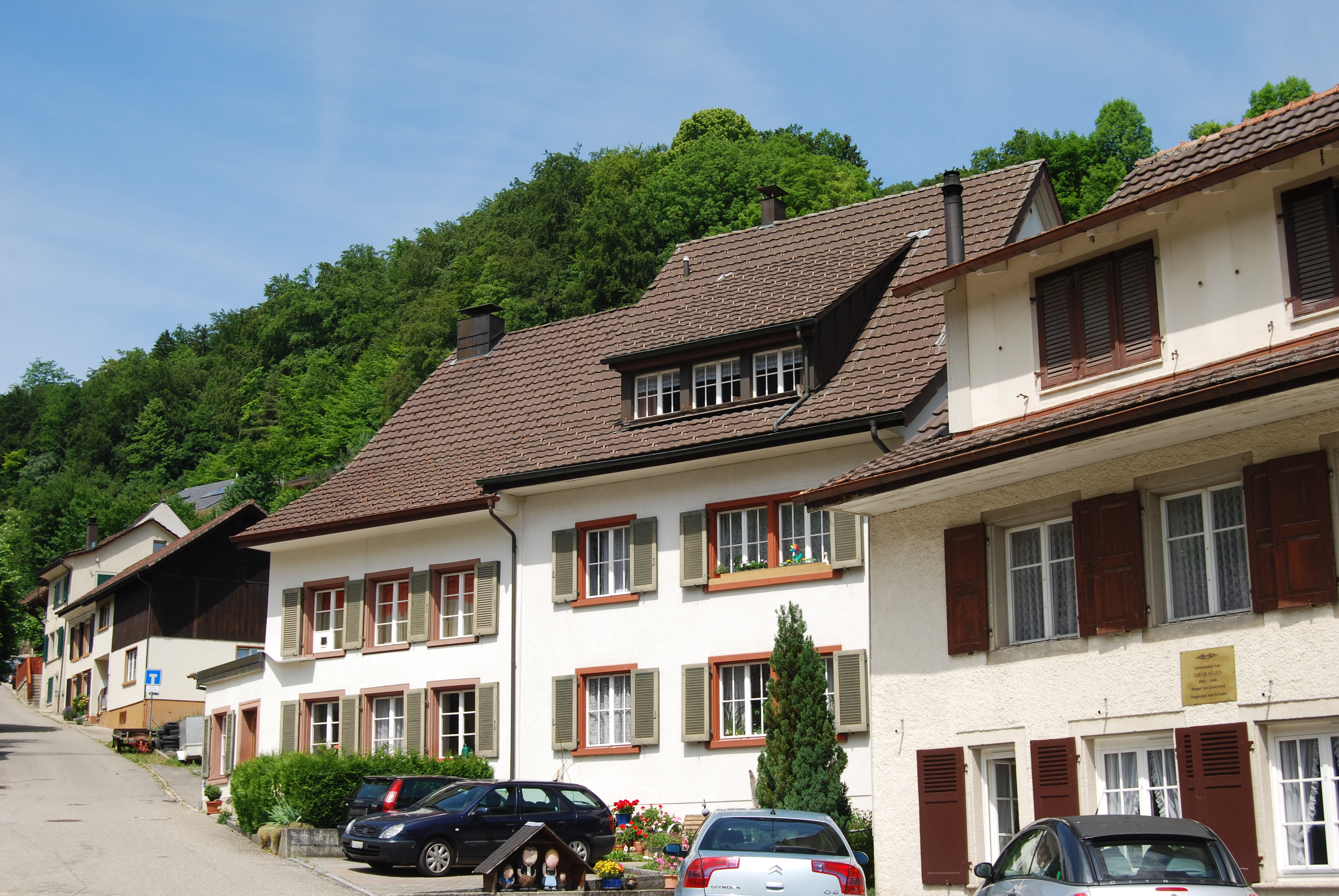
Dorfzentrum von Liedertswil, rechts das Geburtshaus von Jakob Degen
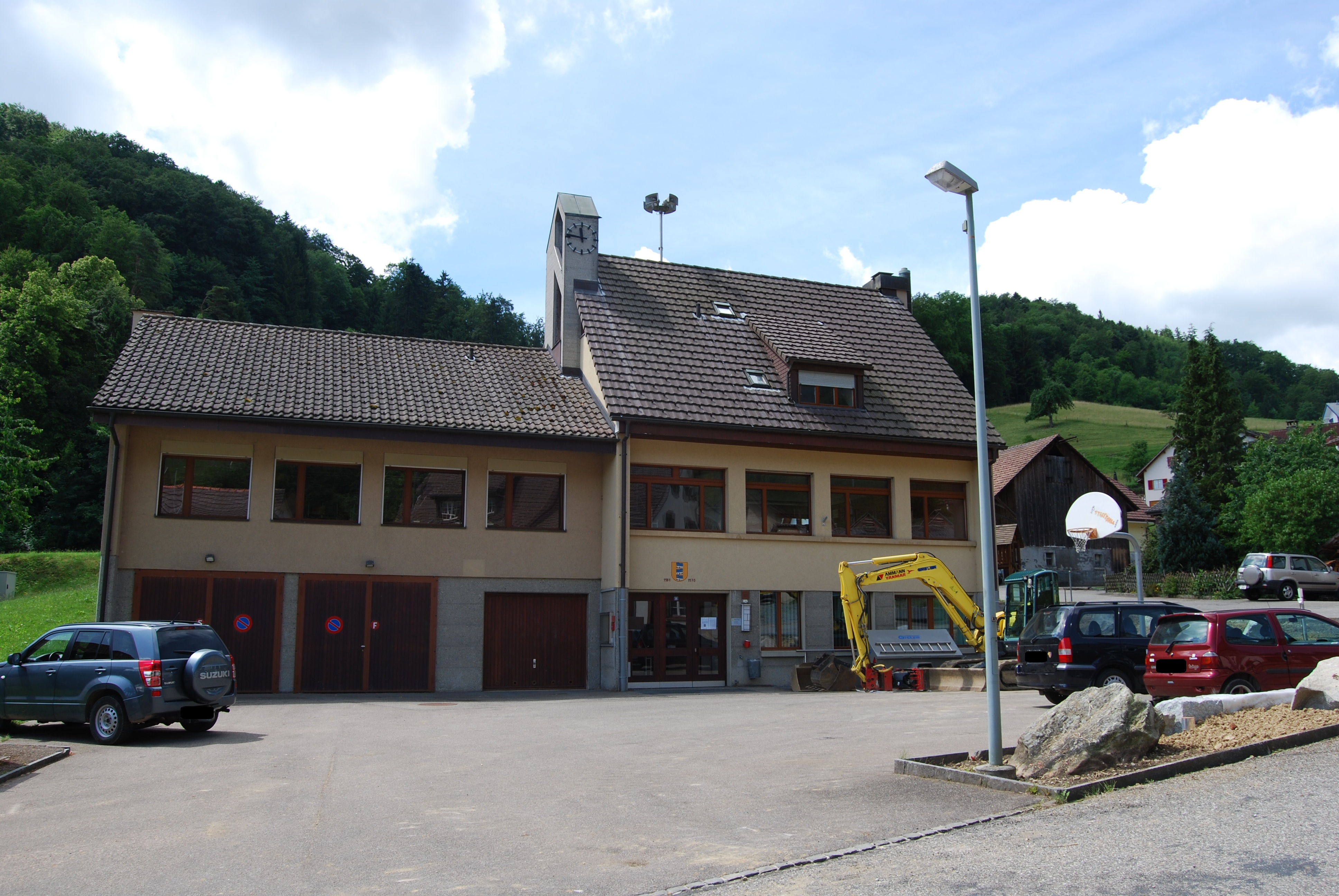
Gemeindehaus
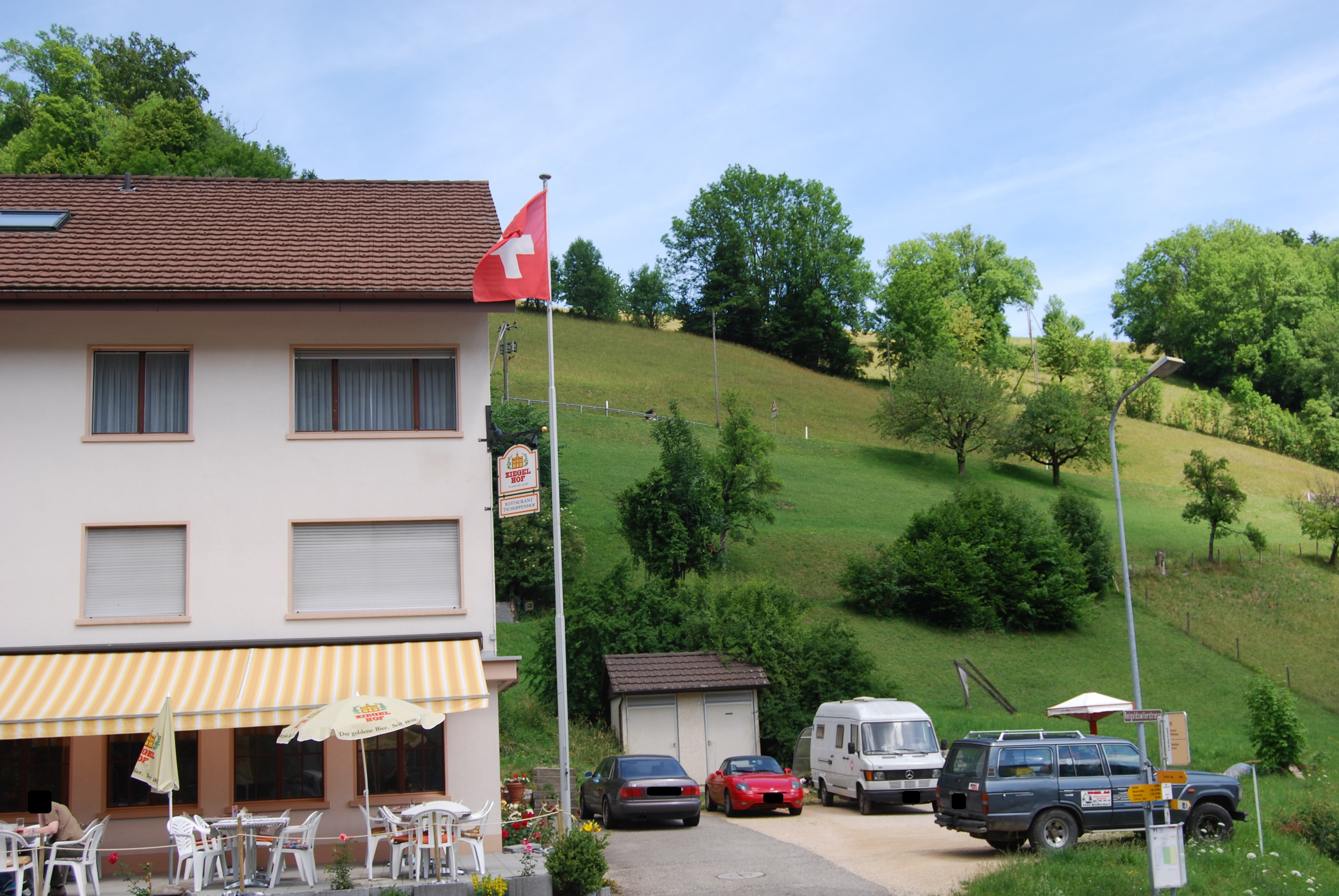
Tschoppenhof
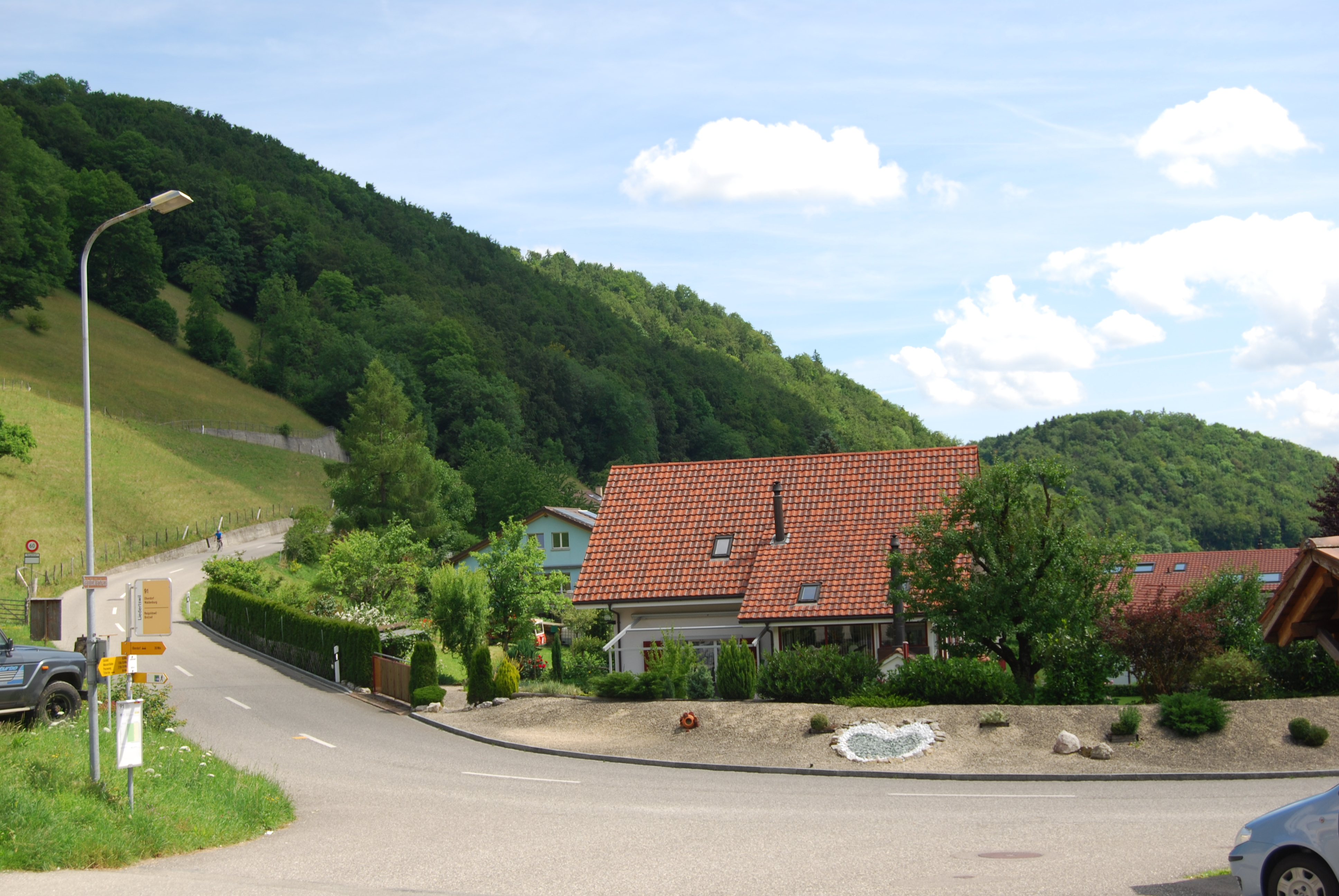
Hauptstrasse

## Persönlichkeiten
- Jakob Degen, Erfinder und Flugpionier, geboren am 27. Februar 1760 in Liedertswil